# Robert Frost
Robert Frost (San Francisco, Kalifornija, 26. ožujka 1874. – Boston, Massachusetts, 29. siječnja 1963.), američki pjesnik.
U mladosti je živio u Engleskoj, a nakon povratka u SAD posvetio se farmerskom životu. Javno čitanje poezije pridonijelo je da postane najpopularniji američki pjesnik 20. stoljeća. 
Nagrađen je 4 puta Pulitzerovom nagradom.

## Zbirke
- "Dječakova volja",
- "Potok što teče na zapad",
- "Od snijega do snijega".